# Michaeliburg

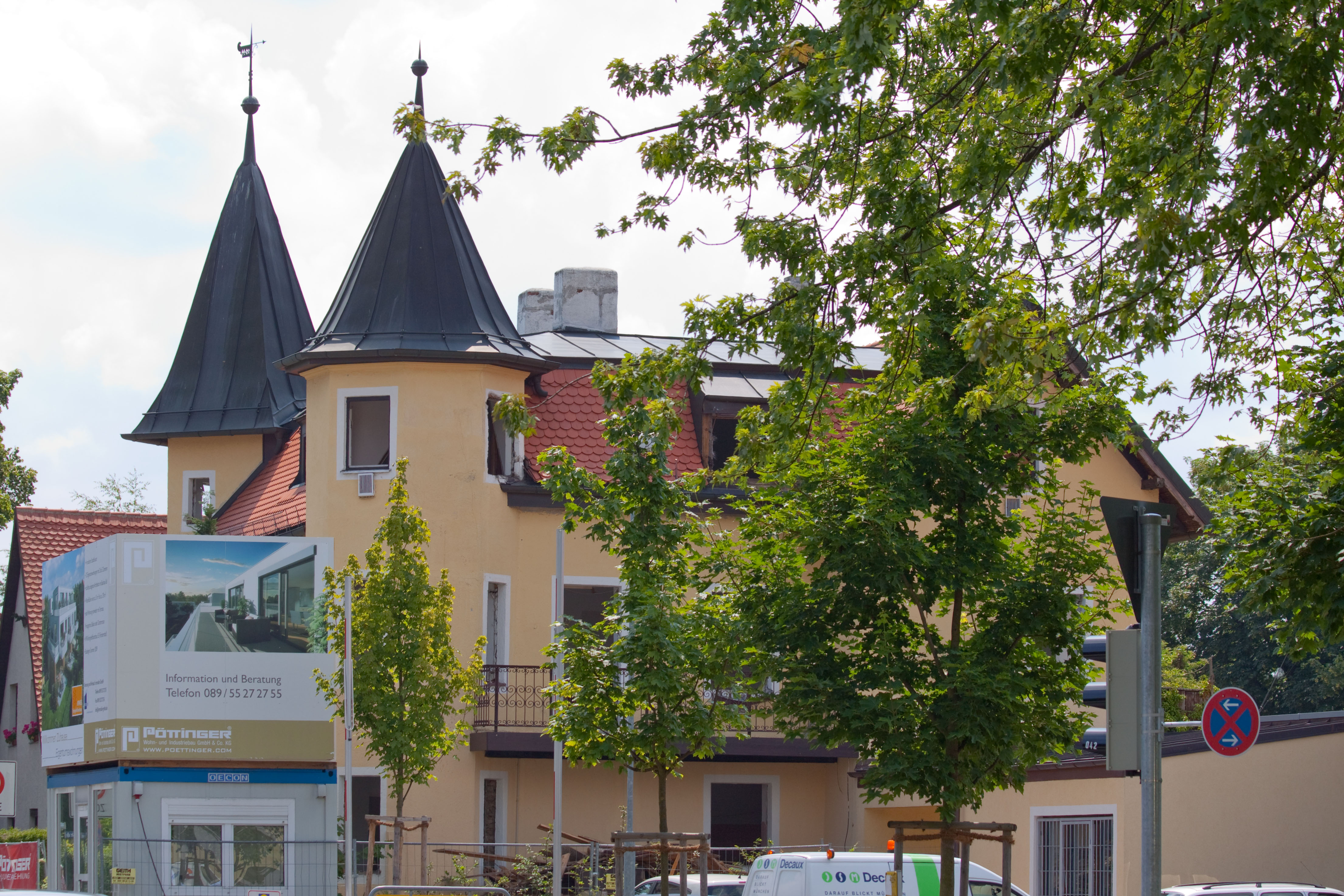
Die Michaeliburg am 2. Juli 2009 vor dem Abriss

Michaeliburg ist eine Siedlung in München.

## Lage

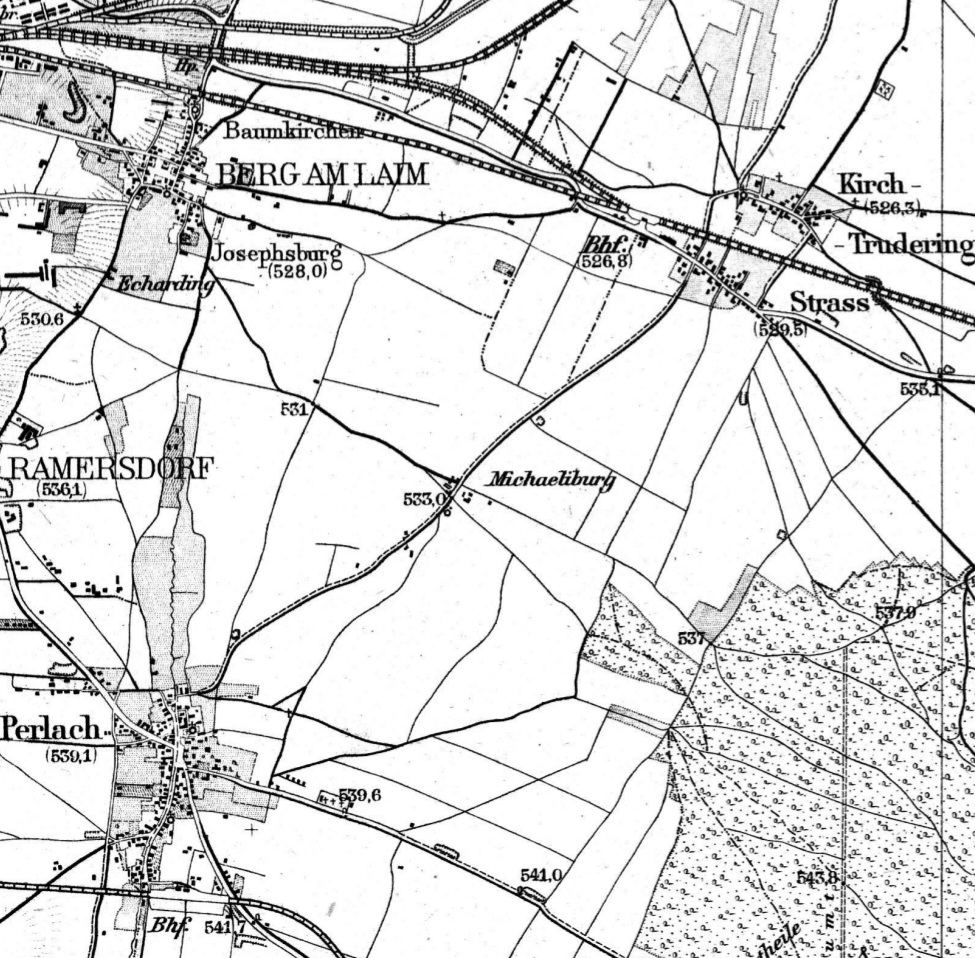
Michaeliburg, geografische Lage von 1919

Die Kriegergedächtniskapelle St. Michael von Süden

Die Siedlung liegt im Süden des Stadtbezirks 15 (Trudering-Riem). Südlich der Siedlung, bereits im Stadtteil Perlach (München), liegen der Ostpark (München) und das Michaelibad.

## Geschichte
Die Siedlung Michaeliburg entstand zu Beginn des 20. Jahrhunderts als erste Erweiterung von Trudering nach Süden. Sie lag zum Teil auf Perlacher, zum Teil auf Truderinger Gemeindegebiet und wurde am 1. Januar 1930 bzw. am 1. April 1932 nach München eingemeindet.
Benannt wurde die Siedlung nach Michael Obermeyer, der 1898 hier ein Wirtshaus errichtet hatte, das aufgrund seiner historisierenden Türme einen burgähnlichen Charakter besaß und daher Michaeliburg genannt wurde.

## Bauwerke
Auf dem Grundstück des für die Siedlung namensgebenden Gebäudes Michaeliburg werden Wohnhäuser errichtet. Die eingereichten Anträge zum Abriss und zur Neubebauung wurden genehmigt, im Sommer 2009 wurde die Michaeliburg abgerissen.
Seit 1900 existiert in der Siedlung eine Kapelle, die St. Michael geweiht ist und "Michaelikapelle" heißt. Einmal jährlich, zum Volkstrauertag, treffen sich die Vereine der Umgebung und gedenken der Opfer der beiden Weltkriege und aller weiterer seither geführten Kriege.

Doppelhaus Bajuwarenstraße 1/Zehntfeldstraße 133
Hinterrißstraße 2 (früher Villenbau im Viertel)

## Vereine
- Freunde der Freiwilligen Feuerwehr Michaeliburg von 1920 e.V.
- Kapellenfreunde Michaeliburg e.V.
- Siedlervereinigung Michaeliburg e.V.